# Robert Wilson (Ruderer)
Robert Andrew Wilson (* 14. Oktober 1935 in Kamloops) ist ein ehemaliger kanadischer Ruderer, der 1956 eine olympische Silbermedaille im Achter gewann.

## Sportliche Karriere
1954 siegte der Achter der University of British Columbia bei den kanadischen Meisterschaften, damit qualifizierte sich dei Crew für die Teilnahme an den British Empire and Commonwealth Games 1954 in Vancouver. Bei der Regatta in Vancouver siegten die Kanadier vor den Briten.
Douglas McDonald, Lawrence West und Robert Wilson aus dem siegreichen Achter von 1954 gehörten zwei Jahre später auch zu der Crew, die sich für die Olympischen Spiele in Melbourne qualifizierte. Der Achter der University of British Columbia startete 1956 in der Besetzung Philip Kueber, Richard McClure, Robert Wilson, David Helliwell, Donald Pretty, William McKerlich, Douglas McDonald, Lawrence West und Steuermann Carlton Ogawa. Im Vorlauf belegten die Kanadier den zweiten Platz hinter den Australiern, im Halbfinale siegten die Kanadier vor den Schweden. Das Finale gewann der Achter aus den Vereinigten Staaten mit etwa zwei Sekunden Vorsprung auf die Kanadier, die Australier lagen als Dritte weitere zwei Sekunden zurück.
William McKerlich, Donald Pretty und Robert Wilson nahmen 1958 auch an den British Empire and Commonwealth Games 1958 in Cardiff teil. Der kanadische Achter gewann in Cardiff die einzige Goldmedaille für das kanadische Team.
Nach seiner Graduierung begann Robert Wilson in der Provinz Alberta eine Laufbahn in der Ölindustrie.